# Natakamani
Natakamani je bil kralj Kuša, ki je vladal od okoli ali že pred letom 1 n. št. do okoli leta 20 n. št. Je najbolj dokumentiran vladar iz poznega meroitskega obdobja. Bil je sin kraljice Amanišaketo. 

## Spomeniki
Natakamani je znan iz več tempeljskih zgradb in njegove piramide v Meroeju. Znan je tudi po obnovi Amonovega templja in posvetitvi templja v Farasu. Na več spomenikih se pojavlja skupaj s sovladarko, kraljico Amanitore. Razmerje med njima ni povsem jasno: morda je bila njegova žena ali njegova mati, ki je bila v njegovi mladosti njegova regentka. Znano je, da so imele kraljice v času sovladanja skoraj enake pravice kot kralji, kar je razvidno z več tempeljskih kipov. V Apedemakovem templju je relief, na katerem je prikazan  skupaj s svojim naslednikom Arikankarerjem.
Natakamanijev predhodnik je bila kraljica Amanišaketo, naslednik pa kraljica Amanitore.
- Monumentalen Natakamanijev kip, kot so ga našli leta 1821
- Drug Natakamanijev kip, najden leta 1821
- Pilona, na katerih Natakamani in kraljica Amanitore ubijata sovražnike, kraljica z mečam in kralj s sekiro; Apademakov tempelj v Naki[6]